# Ashraf Amaya
Pour les articles homonymes, voir Amaya.
Ashraf Amaya, né le 23 novembre 1971 à Oak Park (Illinois), aux États-Unis, est un joueur américain de basket-ball. Il évolue au poste d'ailier fort.

## Palmarès
- 3e du championnat du monde 1998
- Coupe Saporta en 2001